# Aleksej Semënovič Kiselëv
Aleksej Semënovič Kiselëv (in russo Алексей Семёнович Киселёв?; Avdot'ino, 1879 – Mosca, 30 ottobre 1937) è stato un politico sovietico.

## Biografia
Nato nel Governatorato di Vladimir, fu membro del Partito Operaio Socialdemocratico Russo fin dal 1898. Nel 1914 fu cooptato nel Comitato Centrale ma fu subito dopo arrestato e condannato al confino in Siberia, da dove riuscì a fuggire. Nel 1917 presiedette il Soviet cittadino di Ivanovo-Voznesensk. Nel 1920-1921 fu tra gli esponenti principali della corrente di sinistra del Partito Comunista, denominata Opposizione operaia. Ricoprì poi vari ruoli a livello centrale e dal 1923 al 1924 fu commissario del popolo dell'Ispettorato operaio e contadino (Rabkrin) della Repubblica Socialista Federata Sovietica Russa. Fu arrestato e giustiziato nel 1937 nell'ambito delle Grandi purghe.